# Fanerófito
Según el sistema de Raunkiær en esta categoría se incluirían todas las plantas leñosas o herbáceas vivaces (árboles, arbustos, cañas o grandes hierbas) cuyas yemas de reemplazo se encuentran en vástagos por encima de los 2-5 dm del nivel del suelo o del arranque del tallo en las formas reptantes. Por su talla se pueden distinguir los siguientes biótipos:
- Nanofanerófitos (< 2 m) Genista scorpius
- Microfanerófitos (2 m-10 m) Juniperus turbinata
- Mesofanerófitos (10 m-22 m) Quercus suber
- Macrofanerófitos (22 m-50 m) Abies alba
- Megafanerófitos (> 50 m) Sequoiadendron giganteum